# 郝廷玉
郝 廷玉（かく ていぎょく、生年不詳 - 773年）は、唐代の軍人。

## 経歴
驍勇にして格闘を得意とし、太尉の李光弼に仕えて、そのお気に入りの部下となった。乾元2年（759年）、史思明が再び洛陽を陥落させると、李光弼は東都の軍を河陽に避難させた。反乱軍の将の安太清らが数万の兵を率いて、四面から河陽三城を急攻した。西北隅の反乱軍が最も強敵であったことから、廷玉は騎兵500を借りてこれに当たりたいと志願した。李光弼は騎兵300を廷玉に与えてこれに当たらせた。李光弼は軍法に峻厳で、この日に敗れて退却した者は斬ると宣言していた。廷玉は先頭に立って奮戦したが、馬が負傷して退却した。李光弼はこれを見ると側近に命じて廷玉の首級を取らせようとした。廷玉は使者に対して、馬が毒矢に当たっただけで、敗れたわけではないと弁明した。廷玉は馬を換えて敵陣に四度突撃した。まもなく反乱軍が河縁の地で敗れると、廷玉は反乱軍の将の徐璜を捕らえて凱旋した。これにより反乱軍は中潬城の包囲を解き、二晩宿泊して退去した。廷玉は前後の戦功により開府儀同三司の位を受け、太常寺卿に試用され、安辺郡王に封じられた。李光弼に従って徐州に駐屯した。広徳2年（764年）、李光弼が死去すると、廷玉は左神策軍将軍となった。
永泰元年（765年）、僕固懐恩が吐蕃や回紇を誘って関中に侵入すると、廷玉は馬璘とともに5000人を率いて渭橋の西の窯底に駐屯した。観軍容使の魚朝恩が廷玉の陣を観閲すると、その部隊の教練に感嘆した。
王縉が河南副元帥となると、廷玉はその下で都知兵馬使となり、さらに秦州刺史に任じられた。大暦8年（773年）、死去した。工部尚書の位を追贈された。

## 伝記資料
- 『旧唐書』巻152 列伝第102
- 『新唐書』巻136 列伝第61